# Nigardsbreen
Nigardsbreen bezeichnet eine vom oberen Jostedal in der Nähe von Gaupne (Luster) herabreichende Gletscherzunge des Jostedalsbreen. Der Nigardsbreen macht etwa 10 % der Fläche des Jostedalsbreen aus.
Der Name Nigardsbreen geht auf die Siedlung Nigard zurück. Diese wurde bei einem raschen Gletschervorstoß 1743 vernichtet (drei Kilometer in ca. 50 Jahren).
In der Nähe liegt das Museum Breheimsenteret, in dem die Entstehung von Gletschern, sowie die Flora und Fauna der Umgebung beschrieben wird. Im Tal des Gletschers ist der See Nigardsbrevatnet, über dem man mit einem kleinen Boot in die Nähe des Gletschers fahren kann. Es folgt dann ein Fußweg von ca. 1/2 Stunde über Felsen und Geröll.

## Glaziologie

### Entstehung
Die Gletscher Norwegens sind nicht als Relikte der Eiszeit zu sehen. Während einer postglazialen Wärmeperiode war das gesamte Gebiet eisfrei geworden, so dass die während der Eiszeit entstandenen Gletscher abgeschmolzen waren. Im Subatlantikum (ca. 500 v. Chr.) kam es zu einer Klimaverschlechterung. Dies war durch ein Absinken der Schneegrenze gekennzeichnet. Daher entstammen die heutigen Gletscher diesem Zeitraum.

### Historische Entwicklung
Der Nigardsbreen erreichte seine größte Ausdehnung 1748, bisher erfolgte ein Rückzug des Gletschers um ca. vier Kilometer. In den 1930er Jahren bildete sich durch den Rückzug ein 1,5 km langer Eisstausee aus. Er wird durch den Moränenrücken gestaut.
Seit 1899 wird das Verhalten des Nigardsbreen beobachtet. Von 1899 bis 1972 zog sich der Gletscher um 2,4 km zurück. Seit Mitte der 1970er Jahre wurde jedoch eine Abnahme der Rückzugsgeschwindigkeit beobachtet. Von 1975 bis 1989 gab es nur minimale Änderungen in der Gletscherlänge. Von 1990 bis 2000 zeigte sich ein Vorstoßverhalten, der Gletscher wuchs um 250 m. Anschließend wurden wieder Rückzugsbewegungen verzeichnet. Von 2000 bis 2010 zog sich der Gletscher um etwa 100 m zurück, von 2010 bis 2016 um 250 m. Im Hitzesommer 2018 schmolz der Gletscher über 100 m zurück.

## Unfälle
Am Nigardsbreen haben sich mehrere schwere Unfälle ereignet, die dadurch verursacht wurden, dass Touristen Warnungen und Absperrungen am Gletscher ignoriert haben. Im Juli 1986 wurden eine dänische Frau und ihre achtjährige Tochter von herabstürzenden Eisblöcken begraben. Im August 2014 wurde ein deutsches Ehepaar vor den Augen seiner Kinder von Eisbrocken erschlagen. Im August 2018 wurden ein österreichischer Mann und zwei weitere Personen von einer durch einen kalbenden Eisblock verursachten Welle mitgerissen. Der Mann ertrank, die beiden anderen Personen überlebten verletzt.